# Ann-Margreth Frei-Käck
Ann-Margreth Frei-Käck, senare Hall, född 20 mars 1942 i Kalmar, är en svensk konståkare.
Ann-Margreth Frei-Käck tävlade i konståkning för IF Castor, Östersund. Mellan 1962 och 1964 var hon regerande svensk mästare. I Europamästerskapen 1962 kom hon på 15:e plats, 1963 slutade hon på 12:e plats och 1964 kom hon på en 13:e plats.
Hon tävlade vid Olympiska vinterspelen 1964 i Innsbruck och var på den tiden bosatt i Schweiz. I den obligatoriska figuråkningen kom hon på plats 26 och i den fria åkningen åkte hon upp sig och kom på plats 13. Sammanlagt slutade hon på plats 21. En domare i friåkningen placerade henne som 7:a bland annat före den blivande olympiska mästare Peggy Fleming från USA.